# Matsondana
Matsondana is een plaats en commune in het noorden van Madagaskar, behorend tot het district Befandriana-Avaratra, dat gelegen is in de regio Sofia. Tijdens een volkstelling in 2001 telde de plaats 40.225 inwoners.
Bij de plaats bevindt zich een lokaal vliegveld. De plaats biedt naast lager onderwijs ook middelbaar onderwijs aan. 54 % van de bevolking werkt als landbouwer en 43 % houdt zich bezig met veeteelt. De belangrijkste landbouwproducten zijn rijst en vanille; ander belangrijk product zijn bonen. Verder is 3% actief in de dienstensector. 